# Moriah van Norman
Moriah van Norman (* 30. Mai 1984 in San Diego, Kalifornien) ist eine ehemalige Wasserballspielerin aus den Vereinigten Staaten. Sie gewann bei Olympischen Spielen eine Silbermedaille. Bei Weltmeisterschaften erkämpfte sie zwei Goldmedaillen sowie eine Silbermedaille und bei Panamerikanischen Spielen erhielt sie eine Goldmedaille.

## Sportliche Karriere
Die 1,78 Meter große Moriah van Norman besuchte die University High School in San Diego. 2004 gewann sie die Meisterschaft der National Collegiate Athletic Association mit den USC Trojans, dem Sportteam der University of Southern California. 2002 siegte sie mit der Juniorenauswahl der Vereinigten Staaten bei den Junior Pan American Games. 2003 wurde sie Zweite der Juniorenweltmeisterschaften.
Schon 2002 debütierte van Norman in der Nationalmannschaft. Bei der Weltmeisterschaft 2005 in Budapest war die Centerspielerin erstmals bei einem großen Turnier in der Erwachsenenklasse dabei. Die US-Mannschaft siegte im Halbfinale mit 10:8 gegen die Russinnen und verlor das Finale mit 7:10 gegen die Ungarinnen. Moriah van Norman erzielte im Turnierverlauf sechs Tore, davon zwei im Finale. Zwei Jahre später bei der Weltmeisterschaft 2007 in Melbourne trafen im Finale das US-Team und die Australierinnen aufeinander, die Amerikanerinnen siegten mit 6:5. Van Norman warf im Turnierverlauf vier Tore, davon eins im Finale. Im Juli 2007 fanden in Rio de Janeiro die Panamerikanischen Spiele statt. Das US-Team gewann das Finale gegen die Kanadierinnen mit 6:4. Van Norman warf insgesamt elf Tore. 2008 fand das dritte olympische Wasserballturnier in Peking statt. Mit einem 9:8-Sieg über Australien im Halbfinale erreichte das US-Team das Endspiel gegen die Niederländerinnen, die Amerikanerinnen unterlagen mit 8:9. Moriah van Norman warf drei Turniertore, davon eins im Finale. 2009 bei der Weltmeisterschaft in Rom bezwang das Team aus den Vereinigten Staaten im Halbfinale die Griechinnen mit 8:7. Im Finale siegte das Team mit 7:6 gegen Kanada. Moriah van Norman erzielte ihre sechs Treffer in der Vorrunde und ging danach leer aus.